# Björn Harmsen
Björn Harmsen (* 19. Juli 1982 in Göttingen) ist ein deutscher Basketballtrainer. Harmsen spielte nur in der Jugend auf hohem Niveau Basketball und konzentrierte sich dann wegen fehlender Perspektive als Spieler auf eine Karriere als Trainer. 2007 war er mit knapp 25 Jahren der jüngste Trainer in der Basketball-Bundesliga, als er mit der aus dem TuS Jena hervorgegangenen Profimannschaft POM Baskets in die Bundesliga aufstieg.

## Laufbahn
Der aus Göttingen stammende Harmsen kam während seiner Schulzeit mit dem Basketballsport in Kontakt und spielte als Jugendlicher bei der BG 74 Göttingen. In Göttingen betrieb er über einen Zeitraum von zweieinhalb Jahren Basketball, dann zog er mit seiner Familie nach Bad Berka und spielte fortan im Nachwuchs des TuS Jena. Später übte er den Sport am Sportgymnasium in Jena aus. Nach dem Abitur war er während seines Zivildienstes Nachwuchstrainer in Jena.
Für einen geplanten Studienbeginn zog er ins fränkische Bamberg und widmete sich dort aber schließlich ganz der Tätigkeit als Basketballlehrer. Während seiner Tätigkeit als Nachwuchstrainer hospitierte er beim Bundesligisten der Brose Baskets, die von Bundestrainer Dirk Bauermann trainiert wurden. Nach einem Jahr kehrte er nach Jena zurück und wurde dort Nachwuchstrainer und zudem Assistent von Frank Menz bei den POM baskets in der 2. Basketball-Bundesliga. 2006 folgte er mit 24 Jahren Menz als Cheftrainer nach. In seiner ersten Saison als Cheftrainer einer Erwachsenenmannschaft wurde er mit den POM baskets überraschend Erster der Gruppe Süd in der Zweiten Liga, die danach durch die bundesweite ProA abgelöst wurde. Als Aufsteiger in die Bundesliga unter dem neuen Namen Science City Jena hatten die Thüringer mit dem jungen Trainer, in dessen Mannschaft einige Spieler älter waren als Harmsen, auch aufgrund des im Vergleich zu den anderen Mannschaften geringen Etats wenig Erfolg, so dass Harmsen als Cheftrainer im Februar 2008 ersetzt wurde. Harmsen hospitierte nach seiner Entlassung insbesondere in Spanien bei Trainer Sergio Scariolo, der später Trainer des Basketball-Weltmeisters Spanien wurde.
Zur Saison 2008/09 wurde Harmsen Cheftrainer beim Mitteldeutschen BC aus Weißenfels und konnte diesen wiederum im ersten Jahr zur Meisterschaft der ProA und zum Aufstieg in die Bundesliga führen. Dafür wurde er zum zweiten Mal zum Trainer des Jahres in der zweiten Liga gewählt nach seinem Aufstieg mit Jena 2007. Seine zweite Erstligasaison verlief erfolgreicher als seine erste mit Jena. Trotz eines vergleichsweise geringen Etats kam der MBC unter Harmsen zeitweise in den Bereich der Play-off-Plätze und hatte mit dem Abstieg nichts zu tun. In die folgende Saison ging man mit hohen Erwartungen, wollte sich weiter etablieren und um die Play-off-Plätze mitspielen. Nach mäßigem Saisonstart fand man sich für den größten Teil der Saison auf den letzten vier Plätzen in der Liga wieder. Nach einer Bauchspeicheldrüsenentzündung im Februar 2011 ließ sich Harmsen krankheitsbedingt beurlauben, sein bisheriger Co-Trainer und Vertreter Anton Mirolybov konnte das Ruder nicht herumreißen, so dass der MBC im Saisonendspurt noch vom Aufsteiger BBC Bayreuth überholt wurde und wieder abstieg. Nach dem Abstieg trennten sich der MBC und Harmsen endgültig.
Daraufhin wurde er am 30. Mai 2011 von den Gießen 46ers als neuer Head Coach vorgestellt. Mit den Hessen kämpfte Harmsen wie in den Vorjahren die gesamte Spielzeit 2011/12 um den Klassenerhalt. Trotzdem stärkte der Verein dem Trainer den Rücken und verlängerte Ende März den Vertrag um zwei Jahre, wobei dieser jedoch nur Gültigkeit für die höchste Spielklasse hatte. Am letzten Spieltag stiegen die Gießener durch eine Niederlage gegen den direkten Konkurrenten Phoenix Hagen ab. Damit war die Vertragsverlängerung hinfällig. Obwohl die Gießener die Bewerbung für eine Wildcard zum Erstligaverbleib ankündigten, reaktivierten sie den Vertrag mit Harmsen nicht, sondern beendeten das Vertragsverhältnis zum Saisonende.
Nach einer längeren Auszeit wurde Harmsen zur Saison 2013/14 erneut Cheftrainer von Science City Jena in der ProA. Bereits von 2005 bis 2008 war Harmsen für den Verein tätig. Er führte Jena in der Saison 2015/16 zum ProA-Meistertitel. Mitte Dezember 2017 wurde sein Vertrag in Jena mit unbefristeter Laufzeit verlängert. Im Kampf um den Klassenerhalt in der Bundesliga gab Harmsen im April 2019 sein Amt als Jenaer Trainer ab und übergab die Verantwortung seinem bisherigen Assistenten Marius Linartas. Mitte November 2019 kehrte Harmsen als Trainer zum Mitteldeutschen BC zurück. Mitte Februar 2020 trennte sich der Verein nach nur zwei Siegen aus 13 Spielen wieder von Harmsen. Dem waren öffentliche Kritik Harmsens an Spielern sowie seine Forderung an die Mannschaftsführung nach Konsequenzen vorausgegangen. Nach Aussage des MBC lagen eine „unüberbrückbare Verhärtung der Fronten“ und ein „Vertrauensbruch“ vor.
Zur Saison 2021/22 übernahm Harmsen die Position des Sportdirektors beim Drittligisten WWU Baskets Münster. Als Philipp Kappenstein, der zuvor neun Jahre lang den Trainerposten in Münster bekleidet hatte, in der Sommerpause 2021 seinen Rücktritt einreichte, übernahm Harmsen auch den Trainerposten. Harmsen gelang in der Saison 2021/22 mit Münster durch 21 Siege und einer Niederlage der Gewinn der Hauptrundenmeisterschaft in der 2. Bundesliga ProB Nord. Anschließend erfolgte das Ausscheiden im Viertelfinale. Harmsen wurde in einer Abstimmung unter den ProB-Trainern als „Trainer des Jahres“ der ProB-Saison 2021/22 ermittelt. Als Nachrücker stieg Münster zur Saison 2022/23 in die zweitklassige 2. Bundesliga ProA auf, Harmsen ging im Doppelamt als Trainer und Sportdirektor mit den Westfalen in die zweite Liga. Mit den Westfalen gelang ihm der Klassenerhalt.
Anfang Mai 2023 gab Jena Harmsens abermalige Rückkehr bekannt. Er erhielt einen Zweijahresvertrag. Er wurde in der Saison 2024/25 zum insgesamt dritten Mal als Trainer des Jahres der 2. Bundesliga ProA ausgezeichnet. Harmsen führte Jena als Zweitliga-Vizemeister in die Bundesliga zurück.

## Erfolge und Ehrungen
- Meister (2. Basketball-Bundesliga/ProA): 2007, 2009, 2016
- Trainer des Jahres (ProA): 2009, 2016, 2025
- Trainer des Jahres (ProB): 2022

## Veröffentlichungen
- Basketball emotional : mit mentaler Spielstärke zum Erfolg. 1. Auflage. Draksal Fachverlag, 2002, ISBN 3-932908-86-4.